# Маргарита д’Эгль
Маргарита д’Эгль (ум. 21 мая 1141) — королева Наварры, первая жена Гарсии IV.

## Биография
Маргарита была дочерью Жильбера Л’Эгль и Жулианы дю Перш, дочери Жоффруа II дю Перш, внучкой по отцовской линии Рише Л’Эгля и Юдит де Авранш, а по материнской — внучкой Жоффруа II дю Перш и его жены, Беатрисы де Мондидье. Брат Маргариты Рише унаследовал титул барона Л’Эгль, а королева Фелиция де Руси была её дальней родственницей.
В 1130 году Маргарита была выдана замуж за инфанта Гарсию Наваррского, незадолго до его вступления на престол. Указом от 1135 года он подтвердил права и привилегии церкви Памплоны, «по совету королевы Маргариты». Маргарита родила королю наследника, инфанта Санчо, и ещё двух дочерей, каждая из которых стала после замужества королевой: старшая, Бланка, родившаяся после 1133 года, вышла за Санчо III Кастильского, а младшая, Маргарита, названная в честь матери, вышла за Вильгельма I Сицилийского.
Отношения Гарсии с Маргаритой были сложными. Она якобы имела много любовников и фаворитов-французов. Она родила королю второго сына, Родриго, но Гарсия не признал его, объявив бастардом.
Маргарита умерла в бесчестии 25 мая 1141 года, а король во второй раз женился.